# Appel (fodslag)
 Denne artikel omhandler et fodslag. Opslagsordet har også en anden betydning, se Appel.
En appel er et slag med foden under dans. Alt afhængigt af dansen laver man én til tre appeller.
Samme betegnelse anvendes for et slag med foden under march som et led i militær eksercits. 
| Dans | Spire Denne artikel om dans eller danseudtryk er en spire som bør udbygges. Du er velkommen til at hjælpe Wikipedia ved at udvide den. |